# AM 748 I 4to

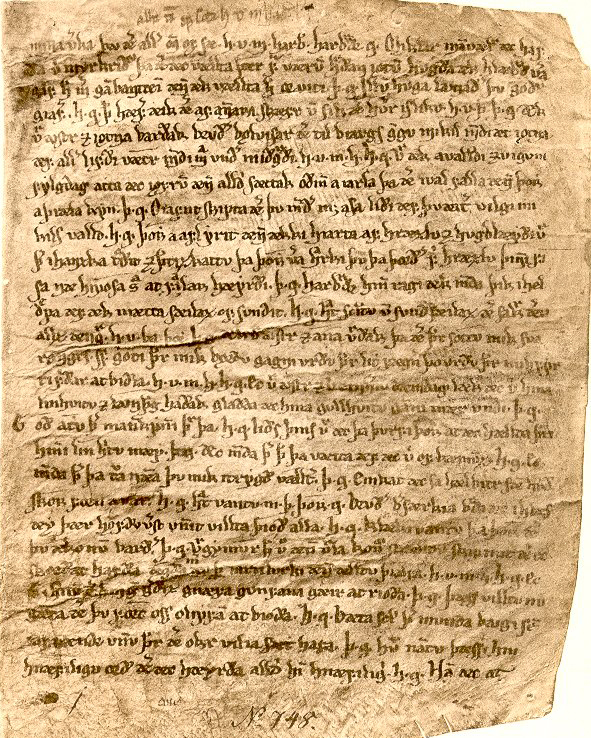
Página do manuscrito

AM 748 I 4to é um fragmento de um manuscrito islandês escrito em pergaminhos que contem vários poemas éddicos. Data de princípios do século XIV. Apenas seis páginas se conservaram e contêm os poemas mitológicos:
- Grímnismál (completo)
- Hymiskviða (completo)
- Baldrs draumar (completo)
- Skírnismál (parcial)
- Hárbarðsljóð (parcial)
- Vafþrúðnismál (parcial)
- Völundarkviða (apenas o prólogo)

AM 748 I 4to é o único manuscrito medieval que preserva a Baldrs draumar. Os outros poemas poemas foram preservados no Codex Regius.